# 浦漫汀
浦漫汀（1928年—2012年7月30日），遼寧省阜新市人，中華人民共和國著名兒童文學理論家、教育家、作家，北京師範大學教授。1953年畢業於東北師範大學中文系，1979年後於北京師範大學中文系（今北京師範大學文學院）任教。著有《安徒生簡論》《浦漫汀兒童文學評論集》《往事悠悠——回望我的八十餘載書緣人生》等。

## 家庭關係
- 陶德臻（配偶）：東方文學、世界文學學者
- 陶力（長女）：兒童文學學者
- 劉曉波（前女婿）[2]：作家、持不同政見者